# 第48普通科連隊
第48普通科連隊（だいよんじゅうはちふつうかれんたい、JGSDF 48th Infantry Regiment）は、陸上自衛隊相馬原駐屯地（群馬県北群馬郡榛東村）に駐屯する東部方面混成団隷下の普通科連隊である。

## 概要
連隊長は1等陸佐が充てられ、連隊本部、本部管理中隊、4個普通科中隊および重迫撃砲中隊により編成される即応予備自衛官を主体として構成されるコア部隊である。
2001年（平成13年）3月に第12旅団隷下の軽普通科連隊として編成され、2013年（平成25年） 3月に通常編制の普通科連隊に改編にされ、東部方面混成団に編合された。
訓練は主に相馬原演習場や関山演習場のほか、第12旅団管内の各駐屯地でも実施する。
警備隊区は前橋市・榛東村周辺の2市1町1村。

## 沿革
- 2000年（平成12年）3月28日：第12師団司令部において編成準備隊が編組される。

第48普通科連隊
- 2001年（平成13年）3月27日：第12旅団隷下部隊として第48普通科連隊がにおいて編成完結。整備支援は第12後方支援隊第2整備中隊第4普通科直接支援小隊が担任。
- 2013年（平成25年）3月26日：部隊改編等

1. 第12旅団隷下から東部方面混成団隷下部隊に異動。
2. 第4普通科中隊と重迫撃砲中隊を有する普通科連隊に改編。
3. 連隊長職が1等陸佐（三）から（二）へ格上げ。
4. 整備支援部隊は、第12後方支援隊第2整備中隊第4普通科直接支援小隊から、東部方面後方支援隊第303普通科直接支援中隊に変更。

## 部隊編成
- 第48普通科連隊本部
- 本部管理中隊「48普-本」
  - 中隊本部
  - 連隊本部班：82式指揮通信車
  - 情報小隊：軽装甲機動車、偵察用オートバイ
  - 施設作業小隊：小型ドーザ、資材運搬車
  - 通信小隊
  - 補給小隊：3 1/2tトラック
  - 衛生小隊：1トン半救急車
- 第1普通科中隊「48普-1」：高機動車 - （高田駐屯地）
- 第2普通科中隊「48普-2」：高機動車 - （松本駐屯地）
- 第3普通科中隊「48普-3」：高機動車  - （新発田駐屯地・宇都宮駐屯地）
- 第4普通科中隊「48普-4」：高機動車  - （新町駐屯地）
- 重迫撃砲中隊「48普-重」：120mm迫撃砲 RT

（　）内は訓練時に出張する駐屯地である。

## 整備支援部隊
- 第12後方支援隊第2整備中隊第4普通科直接支援小隊「12後支-2整」（相馬原駐屯地）：2001年（平成13年）3月27日から2013年（平成25年） 3月25日の間。
- 東部方面後方支援隊第303普通科直接支援中隊「303普直支」（相馬原駐屯地）：2013年（平成25年）3月26日から

## 主要幹部
| 官職名           | 階級    | 氏名     | 補職発令日     | 前職                                     |
| ---------------- | ------- | -------- | -------------- | ---------------------------------------- |
| 第48普通科連隊長 | 1等陸佐 | 河野淳司 | 2024年08月01日 | 陸上自衛隊高等工科学校副校長 兼 企画室長 |

| 代 | 氏名       | 在職期間                        | 前職                                     | 後職                           |
| -- | ---------- | ------------------------------- | ---------------------------------------- | ------------------------------ |
| 01 | 中久喜勉   | 2001年03月27日 - 2002年07月31日 | 第12師団司令部付                         | 東部方面総監部総務部総務課長   |
| 02 | 吉村卓久   | 2002年08月01日 - 2005年03月22日 | 中部方面総監部総務部広報室長             | 空挺教育隊長                   |
| 03 | 麦田敬業   | 2005年03月23日 - 2007年03月22日 | 第2陸曹教育隊長                          | 第101後方支援隊長              |
| 04 | 飯盛謙一   | 2007年03月23日 - 2009年03月23日 | 北部方面総監部調査部資料課長             | 宇都宮駐屯地業務隊長           |
| 05 | 山崎倫明   | 2009年03月24日 - 2011年07月31日 | 自衛隊体育学校第2教育課長                | 自衛隊体育学校付               |
| 06 | 小田章稔   | 2011年08月01日 - 2013年03月25日 | 第1師団司令部第4部長                     | 陸上自衛隊幹部学校付           |
| 07 | 近藤恒史   | 2013年03月26日 - 2015年03月22日 | 東北方面総監部法務官                     | 西部方面総監部法務官           |
| 08 | 池田重則   | 2015年03月23日 - 2017年03月22日 | 中部方面総監部装備部後方運用課長         | 退職                           |
| 09 | 永吉健太郎 | 2017年03月23日 - 2018年06月25日 | 陸上自衛隊研究本部研究員                 | 東部方面総監部付               |
| 10 | 髙根徳通   | 2018年07月02日 - 2021年03月14日 | 陸上自衛隊開発実験団本部総務科長         | 陸上自衛隊関西補給処総務部長   |
| 11 | 平田雄嗣   | 2021年03月15日 - 2022年03月16日 | 水陸機動団副団長                         | 退職                           |
| 12 | 小野田宏樹 | 2022年03月17日 - 2023年03月26日 | 第7普通科連隊長 兼 福知山駐屯地司令      | 陸上自衛隊教育訓練研究本部勤務 |
| 13 | 五日市弘之 | 2023年03月27日 - 2024年07月31日 | 陸上自衛隊教育訓練研究本部勤務           | 退職                           |
| 14 | 河野淳司   | 2024年08月01日 -                | 陸上自衛隊高等工科学校副校長 兼 企画室長 |                                |

## 主要装備
- 軽装甲機動車
- 高機動車
- 1/2tトラック / 73式小型トラック
- 1 1/2tトラック / 73式中型トラック
- 3 1/2tトラック / 73式大型トラック
- 89式5.56mm小銃
- 5.56mm機関銃MINIMI
- 9mm拳銃
- 9mm機関けん銃
- 84mm無反動砲
- 110mm個人携帯対戦車弾LAM　パンツァーファウスト3
- 87式対戦車誘導弾
- 81mm迫撃砲 L16
- 120mm迫撃砲 RT

## 警備隊区
- 榛東村、前橋市、渋川市、吉岡町[1]

## 災害派遣
- 2024年（令和6年）1月1日 - 群馬県高山村の養鶏場で発生した鳥インフルエンザに対応した災害派遣。同月3日まで鶏の殺処分等の支援を行った[5]。